# Манко, Реймонд
Реймонд Оранхель Манко Альбаррасин (исп. Reimond Orángel Manco Albarracín; родился 23 августа 1990 года, Лима) — перуанский футболист, полузащитник, выступал за сборной Перу.

## Карьера
Профессиональную карьеру футболиста начал в перуанском клубе «Альянса Лима». 10 февраля 2008 года Манко подписал пятилетний контракт с нидерландским ПСВ из Эйндховена. Дебютировал Реймонд в чемпионате Нидерландов 29 ноября 2008 года в матче против «Херенвена», Реймонд вышел на замену на 81-й минуте матча, который в итоге завершился вничью 2:2.
6 января 2011 года был отдан в годичную аренду мексиканскому клубу «Атланте».